# Anthessius arenicolus
Anthessius arenicolus is een eenoogkreeftjessoort uit de familie van de Anthessiidae. De wetenschappelijke naam van de soort is voor het eerst geldig gepubliceerd in 1872 door Brady.